# Erbil (province)
Pour la ville, voir Erbil.
La province d'Erbil est une des 19 provinces d'Irak, faisant partie de la Région autonome du Kurdistan.

## Géographie
La majorité de la population est kurde et la langue est le kurde. Il y a cependant des minorités turkmènes ou syriaque.

## Districts

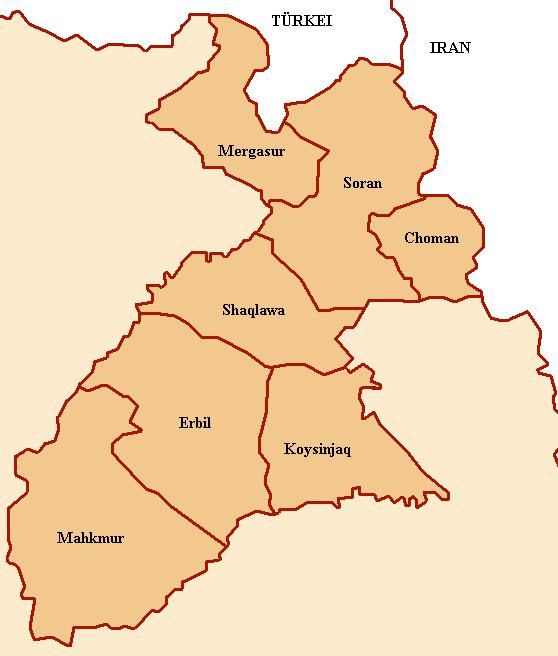
Les 7 districts de la province d'Arbil

| District   | Nom kurde         | Nom arabe | Capitale   | Nom kurde         | Nom arabe |
| ---------- | ----------------- | --------- | ---------- | ----------------- | --------- |
| Erbil      | Hewlêr هەولێر     | أربیل     | Erbil      | Hewlêr هەولێر     | أربیل     |
| Choman     | Çoman چۆمان       | جومان     | Choman     | Çoman چۆمان       | جومان     |
| Koy Sanjaq | Koysinciq کۆیسنجق | کوي سنجق  | Koy Sanjaq | Koysinciq کۆیسنجق | کوي سنجق  |
| Mahkmur    | Mexmûr مەخموور    | مخمور     | Makhmur    | Mexmûr مەخموور    | مخمور     |
| Mergasur   | Mêrgesor مێرگەسۆر | میرکسور   | Mergasur   | Mêrgesor مێرگەسۆر | میرکسور   |
| Shaqlawa   | Şeqlawe شەقڵاوە   | شقلاوة    | Shaqlawa   | Şeqlawe شەقڵاوە   | شقلاوة    |
| Soran      | Soran سۆران       | سوران     | Soran      | Soran سۆران       | سوران     |

### Sources
- (en) Cet article est partiellement ou en totalité issu de l’article de Wikipédia en anglais intitulé « Arbil Province » (voir la liste des auteurs).